# Sphaerocephalum crassicauda
Sphaerocephalum crassicauda är en rundmaskart som beskrevs av Nikolai Nikolaievich Filipjev 1918. Sphaerocephalum crassicauda ingår i släktet Sphaerocephalum och familjen Linhomoeidae. Inga underarter finns listade i Catalogue of Life.